# Большая Сакма
Большая Сакма — село в Краснопартизанском районе Саратовской области России в составе городского поселения Горновское муниципальное образование. 

## Физико-географическая характеристика
Село находится в Заволжье, на левом берегу реки Большой Иргиз (при устье реки Сакма), на высоте около 25—30 метров над уровнем моря. Почвы: в пойме Иргиза — пойменные нейтральные и слабокислые, выше поймы — чернозёмы южные.
Село расположено примерно в 13 км по прямой севернее районного центра рабочего посёлка Горный. По автомобильным дорогам расстояние до районного центра составляет 31 км, до областного центра города Саратов — 220 км, до Самары также около 220 км, до ближайшего города Пугачёв — 41 км.
Часовой пояс
Большая Сакма, как и вся Саратовская область, находится в часовой зоне МСК+1. Смещение применяемого времени относительно UTC составляет +4:00.

## Население
Динамика численности населения по годам:
| Годы      | 1859 | 1889 | 1897 | 1910 | 2002 |
| --------- | ---- | ---- | ---- | ---- | ---- |
| Население | 530  | 2709 | 2746 | 2968 | 653  |

| 2002 | 2010 |
| ---- | ---- |
| 653  | ↘572 |

Национальный состав
Согласно результатам переписи 2002 года русские составляли 84 % населения села.

## История
В Списке населённых мест Самарской губернии по данным 1859 года населённый пункт упомянут как казённая деревня Сакмыковка Николаевского уезда при реке Большой Иргиз, расположенная в 25 верстах от уездного города Николаевска. В деревне имелось 84 двора и проживало 276 мужчин и 254 женщины.
После крестьянской реформы Сакмыковка была включена в состав Берёзовской волости. Согласно Списку населённых мест Самарской губернии по сведениям за 1889 год в селе Сакмыковка (оно же Сакма) Берёзовской волости Николаевского уезда, насчитывались 408 дворов и проживали 2709 человек (бывшие казённые крестьяне, преимущественно русские, православные). В селе имелись церковь, земская школа, 17 ветряных мельниц, имение хвалынского купца Михайлова (конный завод). Согласно переписи 1897 года в селе Сакмыковка (Большая Сакма) проживали 2746 человек, из них православных — 2725.
Согласно Списку населённых мест Самарской губернии 1910 года в селе проживали 1452 мужчины и 1516 женщин (458 дворов). Функционировали церковь, земская и церковно-приходская школы, 10 ветряных мельниц. Земельный надел составлял 7995 десятин удобной и 2643 неудобной земли.

## Связь
Сотовая связь и высокоскоростной мобильный интернет стандарта 4G/LTE.